# Henry Simpson Lunn

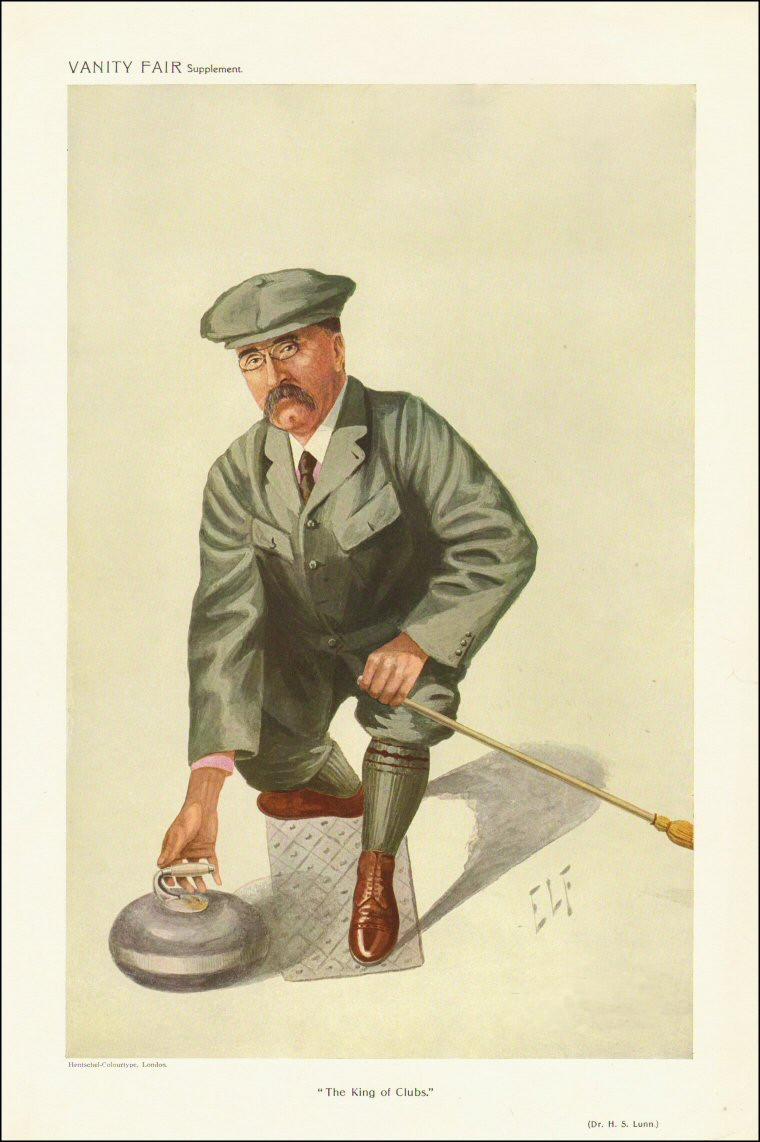
Uit de Vanity Fair van 6 oktober 1909

Sir Henry Simpson Lunn (1859-1939) was een veelzijdig Engelsman: missionaris, politicus, schrijver, oprichter van een reisbureau en organisator van kerkelijke bijeenkomsten.
Lunn werd op 30 juli 1859 in Horncastle, Lincolnshire geboren. Hij ging naar de Horncastle Grammar School en vervolgens naar de Headdingley College in Leeds. Daar kreeg hij een opleiding om dominee te worden. Hij volgde ook een medische opleiding aan de Trinity College. Hij trouwde met een domineesdochter Mary Ethel Moore en kreeg met haar twee zonen en een dochter, die voor hem overleed. Lunn overleed op 18 maart 1939 in het St. John and St. Elizabeth hospitaal in St. John's Wood.

## Missionaris
Na zijn opleiding ging hij als Methodistische missionaris naar India. Hij kwam in 1888 ziek terug. Hij klaagde over de omstandigheden waarin missionarissen in India moesten leven, hetgeen hem door zijn broeders niet in dank werd afgenomen.

## Reisbureau
Om zijn oecumenische gedachten vorm te geven, richtte hij in 1893 de Coöperative Educational Tours op, de voorloper van Sir Lunn Travel en Lunn Poly, dat een groot reisbureau in Engeland werd.
In Grindelwald organiseerde hij jaarlijkse oecumenische conferenties, later ook in Adelboden en Wengen. Hiermee was hij de eerste die godsdienst en wintersport met elkaar verbond.
In 1905 richtte hij de Public Schools Alpine Sports Club in Le Beauregard op, in 1906 met Lord James Bryce (1838-1922) de Hellenic Travellers Club en in 1908 de Alpine Sports Limited en de Alpine Ski Club. In 1960 ging zijn reisbureau samen met de Polytechnic Touringcar Association. De nieuwe bedrijfsnaam werd Lunn Poly.
Lunn werd in 1906 de eerste voorzitter van de Golf Club Crans-sur-Sierre en haalde veel Britse toeristen naar de bergen.

## Politiek
Lunn was liberaal en raakte bevriend met Herbert Henry Asquith, die in 1908 voorzitter van de Liberale Partij en premier was geworden.Twee keer, in 1910 en 1923, stelde hij zich verkiesbaar voor het parlement, zonder succes.
In januari 1924 gaf hij The Review of The English Churches uit.
- Bibliothèque nationale de France: cb12228218r (data)
- Gemeinsame Normdatei: 141085649
- International Standard Name Identifier: 0000 0001 0891 2993
- Library of Congress Control Number: no2007022890
- Nationale Bibliotheek van Israël: 987007300867205171
- Nederlandse Thesaurus van Auteursnamen: 131074210
- SNAC: w6fr9xfv
- Système universitaire de documentation: 174583966
- Trove: 1290177
- Virtual International Authority File: 41891875
- WorldCat: E39PBJv4hcj34bX34xPMhvWVYP